# 哈利·波特与死亡圣器
《哈利·波特与死亡圣器》（英語：Harry Potter and the Deathly Hallows）是英國作家J·K·罗琳的奇幻小說《哈利波特》系列的第七集。这本书包括哈利的最后冒险，和他将如何跟佛地魔做最后的战斗。本書共607頁（英國版）／759頁（美國精裝版），英文版的书名是在2006年12月21日在罗琳的网站上公布的。罗琳曾说过，她最近没有打算再写任何关于哈利·波特的书籍，但是罗琳有说过她有可能会写一个关于魔法世界的百科全书，应该是用于给慈善团体筹资。截至2007年，罗琳已经花了17年用于完成哈利·波特。罗琳说过这本书的结尾將“包含所有『他们』会需要的之前的故事”（have all the back story they'll need），也就是说没有必要写“前传”之类的东西。

## 写作进程
英文原版《哈利波特－死神的聖物》在2007年7月21日，於全球同步出版。在第六本《哈利·波特与“混血王子”》2005年出版时，罗琳在接受一個採訪時說 ：
實際上，我覺得明年（2006年）之前沒有工作的能力，我了解明年我真的要去寫第七本。但是我會从我可以做的零碎地事情做起。你也看到了小麦肯琪長什麼樣子，我想你也可以證明我真的擁有了一個小孩，我想要我給大卫的也给予麦肯琪，那就是將近一年的不受打扰的自我時間（me time）。那时之后我会认真地再次開始寫作。

## 背景
哈利·波特系列原本是由英国Bloomsbury出版社和美国Scholastic Press出版社出版的读物。后来，它逐渐赢得了广大的青少年和成人的欢迎。哈利·波特系列的每一本书都代表着哈利在学校的某一年，跟着哈利的成长，每一本书都比前一本更复杂，更成熟。尽管作者说过她在出版第一本书以前就已经把整个系列的情节都想好了，但她也表示过在她写书的同时，她做了一些改正。哈利·波特系列的第一本书只有223页，而后来到了第5本，已经有766页厚。
哈利·波特系列含有很多幻想和魔法的元素，而再跟侦探小说的结构结合。每一本书都有一个任务让主人翁去完成，而附加着关于魔法世界的訊息和为未来故事所埋下的伏笔。所以这本书吸引着很多读者去发掘哈利·波特的冒险将有什么样的结果。（这也是这本书畅销的一个原因）作者曾说过，第7本书将解开第6本书中的所有问题，也会解开整个系列中的所有谜团。

## 題詞
本書獻給七個不同的對象：

獻給尼爾，
獻給潔西卡，
獻給大衛，
獻給肯琪，
獻給迪，
獻給安，
還有獻給你們，
一直不離不棄，
守護哈利直到最後一刻的
你們。

## 情節概述

### 正體中文版上集（448頁）

#### 離開德思禮家
一開始食死人們在馬份家商量陰謀，原本被監禁的霍格華茲麻瓜研究學教授波八吉最後被殺死了。
哈利回到德思禮家後，說服德思禮一家在巫師的保護下離開。鳳凰會在當晚準備把哈利接走，一行人包括花兒、榮恩、妙麗、弗雷·衛斯理、喬治·衛斯理，蒙顿格斯等都以變身水變成哈利，並由其他巫師護送：哈利由海格護送。途中與食死人發生戰鬥，哈利的貓頭鷹嘿美死於索命咒，瘋眼穆敵在戰鬥時從高處墜下死了，另外石內卜施咒令喬治失去了一隻耳朵。哈利在對食死人下去去，武器走時，無意間讓食死人認出他是真身，食死人立即通知佛地魔，讓他親自飛來殺死哈利，但在危急關頭，哈利來到東施父母的家（先前已由鳳凰會設置保護罩），哈利安全地由東施父母家來到洞穴屋。
哈利生日當天，魔法部部長盧夫·昆爵來到衛斯理家，給了他們三人鄧不利多生前留下的遺物：熄燈器留給了榮恩；妙麗得到一本魔法世界的童話故事書《吟遊詩人皮陀故事集》；哈利得到的是他生涯第一場魁地奇比賽勝利時抓到的金探子以及高錐客·葛來分多的寶劍，但盧夫·昆爵認為高錐客·葛來分多的寶劍屬於霍格華茲而非鄧不利多，所以不把它交給哈利。三人冥思苦想仍然想不通這些鄧不利多留給他們的「遺物」的作用，尤其是金探子，上面隱藏著「我在結束開啟」（I open at the close），但他們怎樣也無法開啟金探子。
第二天是花兒和比爾的婚禮。在婚禮上，金利·俠鉤帽的護法傳來緊急消息：佛地魔在短時間內控制了整個魔法部，並殺了盧夫·昆爵。三人立刻離開婚禮，來到了一間麻瓜的咖啡館，正當他們以為自己安全的時候，卻被尾隨而來的兩個食死人襲擊。雖然三人打敗了食死人，但爲了尋找一個安全的藏身之所，三人來到古里某街12號，躲進天狼星的屋子裡。

#### 銷毀分靈體
在天狼星家中，哈利找到他的母親寫給小天狼星的信，並發現鄧不利多在他的父母死前借走父親的隱身斗篷，三人研究小金匣的假分靈體時，發現R.A.B.正是天狼星的弟弟獅子·阿爾發·布萊克（Regulus Arcturus Black）。被R.A.B替換走的小金匣可能就在這個屋宅裡，三人就在家中尋找分靈體。最後他們詢問怪角，怪角才說蒙當葛偷走了小金匣，於是哈利派怪角去找蒙當葛，但他卻說早就把那個分靈體給了魔法部的恩不里居了。為了取得小金匣，哈利三人混入由佛地魔幕後操控的魔法部。三人在尋找分靈體的過程中，發現現在的魔法部已經完全改變了，所有麻瓜出身的巫師都被迫害囚禁。這期間，哈利發現穆敵的魔法眼睛被恩不里居偷走了，於是他因為不忍恩不里居擁有穆敵唯一的遺物，所以趁機拿走了這隻眼睛，並且在「麻種審議委員會」裡打敗了恩不里居，奪到了她掛在身上的分靈體。同時，魔法部裡被迫害囚禁的麻瓜出身巫師們被三人解放出來，並鼓勵他們暫時逃離這個國家。但是因為這次行動，三人在古里某街12號的藏身處被發現了，於是他們再也不能繼續待在那裡，逃到了鄉下樹林裡，東躲西藏，不敢在一個地方停留。經過這段東奔西走的躲藏生活，三人在途中偵查和探索，以及從他人的對話中得知，那把留在霍格華茲的葛來分多的劍是假的，而真的劍不知去向。同時榮恩在同畫像中的天狼星的曾曾祖父非尼呀·耐吉詢問時得知，這把葛來分多寶劍最後一次使用的時候，正是被鄧不利多用於摧毀上一個分靈體──剛特的戒指。
在逃離魔法部後，三人發現小金匣內的分靈體會影響人的心智，所以三人需輪流將小金匣帶在身上。這期間，榮恩卻因被小金匣影響，懷疑自己和哈利的友情及哈利和妙麗的感情，榮恩與哈利發生了激烈爭吵，他離開了哈利和妙麗。因為這件事，導致二人一度陷入悲傷的境地中，他們不願意提起榮恩的名字。聖誕節前夕，哈利和妙麗一同前往高錐客洞去尋找關於鄧不利多的信息。
來到了高錐客洞──哈利父母去世的地方、也是鄧不利多失去家人的地方。他們先去了哈利父母的墓地和曾經住過的家，那裡依然保持了16年前的樣子，還有人們來祭奠過的痕跡。在這裡，他們意外的遇到了鄧不利多生前的朋友、《魔法史》與《霍格華茲，一段歷史》的作者芭蒂達‧巴沙特。爲了瞭解更多情報，並因爲受她的指引，二人隨她到了她家中。在那裡，二人發現了一張黑巫師蓋瑞·葛林戴華德的照片，就是那位鄧不利多在1945年打敗的黑巫師，此人曾一度是巴沙特的親戚，而且還是鄧不利多幼時短暫的朋友。沒想到芭蒂達‧巴沙特其實是佛地魔的蛇娜吉妮化成的。他們只得慌忙地逃出高錐客洞，但妙麗在對抗娜吉尼時不小心弄斷了哈利的魔杖。
在逃跑數天後，一隻母鹿形狀的護法突然出現在哈利面前，帶著他找到了藏在森林湖水裡的葛來分多寶劍。哈利在拿劍的過程中，史萊哲林小金匣分靈體試圖拖住哈利，將他困在水裡，幸好榮恩及時出現，趕到湖邊，救下快要被淹死的哈利，並且將劍取出水面。哈利請榮恩用葛來分多劍把分靈體毀掉。妙麗很生氣榮恩離開，不過榮恩表示當他一離開他們之後，就想回來，但是沒辦法。榮恩和哈利的友情和好了。

### 正體中文版下集（417頁）

#### 死神聖物
妙麗在鄧不利多給她的童話書中看到蓋瑞·葛林戴華德標誌，這正是比爾婚禮當日，露娜·羅古德的父親胸口佩帶的襟章。因此他們決定計畫去見，仔細詢問他關於葛林戴華德標誌是什麼，這個標誌在這次途中一次又一次地出現。在羅古德的家中，三人得知葛林戴華德標誌其實是死神聖物（Deathly Hallows）的標誌，來自一個古老的巫師的童話故事：三兄弟在面對死亡之神的時候，曾分別受到過三件魔法禮物，一隻威力最強大的接骨木魔杖，代表線型；一塊能將看到已故的人的石頭——重生石，代表圓形；第三個則是一件隱形斗篷，可以不被死神看見，代表三角形。哈利最後想通自己擁有那件隱形斗篷就是傳說中的第三件寶物，而重生石可能放在鄧不利多給的金探子裡，不過妙麗卻覺得這根本是童話故事，不值得相信。可是不久後他們發現贊諾·羅古德因為在《謬論家》公開要大家幫助哈利，導致了露娜被抓去。露娜的父親認為可以把握這次機會，將哈利交給食死人，讓他的女兒被釋放。三人勉強逃脫了追殺他們的黑巫師，但是因為聽了那個故事，哈利相信他們需要找到接骨木魔杖，用以打敗佛地魔。
幾個星期後，三人仍然沒有找到魔杖或任何分靈體的線索，流亡途中，他們聽到榮恩帶來收音機裡播放的名為《波特觀察》（Potterwatch）的節目，向人們播報外界發生什麼事，讓大家知道事實，而其實主持和來賓都是鳳凰會的人，而主持人就是李·喬丹（化名李溪）。但是哈利在一次憤怒中，說出了「佛地魔」這個字，暴露了位置而被狼人焚銳·灰背抓住，帶到了馬份家。原來在那裡「佛地魔」這三個字早就被敵人下咒，因為只有對抗佛地魔的人才會如此稱呼他。在馬份家，妙麗被貝拉·雷斯壯抓住折磨，逼問她是怎樣找到葛來分多劍的（因為她認為劍在她的古靈閣保險庫裡），另外被關在地下室的哈利和榮恩意外的在那裡見到了丁·湯瑪斯、古靈閣的妖精拉環、奧利凡德，還有露娜。哈利在天狼星留給他的鏡中看到一隻和鄧不利多一樣的藍色眼睛，他對鏡子求救，隨後多比突然出現，哈利要他先帶丁、奧利凡德和露娜到比爾和花兒家。
多比再次回來時被發現，蟲尾應聲而來，被哈利和榮恩拖住制服，因爲蟲尾對哈利的一點仁慈，被那隻佛地魔給他的人造手指反撲殺死了他自己，蟲尾因此帶著對波特夫婦的愧疚而死去。哈利和榮恩和多比一起衝上樓去救妙麗。可是多比為了救他們，中了貝拉的匕首而死，而其他人則趕往比爾和花兒家。在安葬了多比後，哈利決定要請妖精幫忙去盜竊古靈閣裡貝拉的保險庫，因為猜測有分靈體被藏在那裡，但妖精要葛來分多劍作為回報。哈利又詢問了魔杖製造師奧利凡德關於接骨木魔杖的事情。在妥善的計劃後，妙麗變身為貝拉，榮恩也經過偽裝，哈利和妖精一道藏身隱形斗篷下面，一起去到古靈閣金庫。他們設法穿過保護，找到了一個分靈體－赫夫帕夫的金杯，但這時，妖精背叛了他們，搶奪葛來分多劍，拋下他們就逃跑了。
在緊急關頭，哈利、榮恩和妙麗偷偷騎上巨龍背上，最後順利脫逃。不過佛地魔察覺到哈利的目標是他的分靈體，所以他決定要全部檢查一次。哈利從佛地魔的想法中，得知還有一個分靈體在霍格華茲，而且是雷文克勞的遺物。他們決定必須立即返回霍格華茲，趕在佛地魔發現他的分靈體不見之前。三人在活米村遭遇到了食死人攻擊，阿波佛·鄧不利多（阿不思·鄧不利多的弟弟）正好出現，救了他們。此時他們知道，哈利從天狼星的鏡子裡看到的是阿波佛的眼睛，而多比亦是他送去的。阿波佛打開了一條秘道給他們通往霍格華茲，在那裡他們看到了全身是傷的奈威在那裡等候他們，奈威告訴他們霍格華茲已經被食死人佔領。

#### 霍格華茲大戰
進入霍格華茲後，哈利要大家（鄧不利多的軍隊成員）幫忙想有什麼雷文克勞的遺物，而露娜告訴他可能是雷文克勞生前所遺留的王冕。哈利和露娜到雷文克勞交誼廳去看王冕，不過遇到接管地下的食死人卡羅兄妹，也遇到麥教授，並告訴她佛地魔即將到來，而麥教授立即指揮全部學生到大廳集合。最後她宣布學生從萬應室的秘密通道撤離，較年長的可以留下來戰鬥，鳳凰會成員們也在之前到達。同時，榮恩和妙麗再度進入消失的密室（靠著榮恩模仿哈利的爬說語打開入口），找到當年被哈利殺死的蛇妖毒牙，並把另一件分靈體－赫夫帕夫的小金杯摧毀。在與食死徒戰鬥途中，哈利記起曾在萬應室裏見過王冕。三人之後再到萬應室，但卻遇到馬份、克拉和高爾。克拉在戰鬥中發射一個咒語，燃起惡魔之火，但由於不懂控制和消除故失控使房間內的物件全部著火，一發不可阻止。哈利等人最後逃離並救起馬份和高爾，但克拉來不及逃出而被燒死，至於王冕則因為被惡魔之火碰到而消滅。
哈利在佛地魔的思想中探索過後，三人到達了活米村的尖叫屋，並發現佛地魔命令娜吉妮殺死石內卜。佛地魔相信透過殺死石內卜便能得到接骨木魔杖控制權（因為石內卜殺死了其前任主人鄧不利多）。石內卜奄奄一息時發現了哈利並在死前把自己的記憶傳遞給他。哈利回到校長辦公室，把記憶放到儲思盆裏，發現石內卜對莉莉·伊凡的愛並由始至終都忠於鄧不利多。之前當鄧不利多在摧毀剛特的戒指後身負重傷、幾近法力全失且生命受到威脅時，就是石內卜精心調配魔藥幫他醫治的，但是他卻也只剩下不到一年的性命，因此鄧不利多也要求石內卜在適當的時候親手殺死自己，以博取佛地魔信任，並且在不防備的情況下被殺死，以此毀掉老魔杖。而石內卜亦因對莉莉·伊凡的愛，不斷地保護著哈利，那個帶著哈利找到葛來分多之劍的母鹿護法就是石內卜的。最後哈利發現自身上存有一絲佛地魔的靈魂，因而領悟到自己仍然生存在世上的話佛地魔便無法被殺死。
在這場戰役中，雷木思·路平、小仙女·東施、弗雷·衛斯理、柯林·克利維等約五十人戰死。哈利準備到禁忌森林去面對佛地魔，接受他的命運。在離開前，他告訴奈威·隆巴頓一定要把娜吉妮殺死。在走到禁忌森林的邊緣時，哈利突然想起鄧不利多給他的金探子，終於明白「我在結束開啟」的意思，於是他想著自己快要死亡，打開了金探子，並發現重生石藏在裏面。在進入森林之時，詹姆、莉莉、天狼星和路平的靈魂出現，並帶給他勇氣。當他看到佛地魔後丟下了重生石，被佛地魔的索命咒殺死。哈利死後發現自己身處王十字車站，並於車站再遇見鄧不利多。鄧不利多告訴哈利佛地魔附在他身上的分靈體，在被殺死時就已經被消滅，而哈利自己還是可以選擇繼續生存，因為佛地魔曾憑依哈利的血才得以重生，而他的靈魂有母親的血咒保護，所以不會死亡。同時鄧不利多也給哈利選擇「走下去」，或是回去消滅佛地魔這兩個選擇。結果哈利選擇後者，因此返回現實世界。
哈利回到森林後，看見佛地魔讓馬份的母親──水仙檢查哈利是否真正死去，水仙得知馬份無恙後，向佛地魔撒謊道哈利已死。佛地魔其後命令被俘的海格抱著哈利的「屍體」回到霍格華茲慶祝和示威。回到城堡後，眾人見到屍體後紛紛陷入崩潰，而佛地魔便順勢要脅眾人加入食死人行列。佛地魔想讓純正巫師血統出身的奈威也加入食死人之列，雖然他奮力反抗，但佛地魔把他制服，更將分類帽從城堡中召喚出來並戴在奈威的頭上，打算毀滅它，使霍格華茲從今以後只剩下史萊哲林一個學院。在這一時間，剛好人馬、活米村的村民、霍格華茲的學生的家人和家庭小精靈也先後作為援軍到達，雙方再次展開一場大戰。在混亂的戰鬥中，哈利穿上了隱形斗篷；奈威從分類帽裏抽出隱藏的葛來分多之劍，消滅了佛地魔的最後一個分靈體──娜吉妮；茉莉·衛斯理殺了貝拉·雷斯壯；最後哈利再度現身於眾人前，並與佛地魔正面對峙。哈利在對峙中，告訴佛地魔他的身上流有自己的血，而另一方面哈利亦因保護大家而死過，不會讓佛地魔再殺死其他人。另外哈利說出跩哥才是接骨木魔杖主人，因為是他解除鄧不利多的武裝，而石內卜只是執行了鄧不利多的命令，所以當哈利戰勝跩哥時就已是魔杖主人。兩人决鬥時，佛地魔手中的接骨木魔杖不願殺死魔杖之主的哈利，當佛地魔發射索命咒後，卻逆向擊中自己，佛地魔因此死亡。在一切結束後，哈利、榮恩和妙麗離開瘋狂慶祝的群眾，到了校長辦公室去晉見鄧不利多的畫像。鄧不利多表示，如果當初他是死於自然而不是死於戰鬥的話，接骨木魔杖便會失去它獨有的強大魔力。哈利使用接骨木魔杖修復了自己本來的魔杖，然後將它放回鄧不利多的墓地。在三樣聖物中，哈利保留了隱形斗篷，而正如童話三兄弟中所說，這是最正確的選擇。

### 後記
後記講述從霍格華茲第二戰役之後的未來19年（西元2017年）所發生的事情：
哈利·波特和金妮·衛斯理結婚並養育了3個兒女，分別是長子詹姆·天狼星、次子阿不思·賽佛勒斯與小女兒莉莉·露娜，分別以哈利的父親、天狼星、鄧不利多、石內卜、哈利的母親及路平的名字命名（路平的綽號是月影，而露娜「Luna」在法語中也有月亮的意思）；妙麗·格蘭傑和榮恩·衛斯理結婚並生了2位兒女，分別是長女玫瑰和長子雨果。這兩對夫婦同時在王十字車站的9又4分之3車站月台送子女們上學去。莉莉的年齡尚未達到學齡，而哈利的次子－阿不思·賽佛勒斯是今年入學的新生，詹姆是葛來分多學院的學生，已上學2年。
哈利、金妮·衛斯理、和妙麗往車站對面看到了跩哥·馬份，也看到了他的妻子以及他們的獨子天蠍。雖然哈利、榮恩和妙麗很清楚佛地魔及食死人已被徹底被擊敗，但他們與馬份之間的關係卻沒有多大改變。詹姆看到泰迪·路平正在與親吻。泰迪是雷木思·路平與小仙女·東施遺子與哈利教子；薇朵兒則是比爾·衛斯理與花兒·戴樂古的女兒。奈威·隆巴頓已成為霍格華茲的藥草學教授。分類帽在十九年前的戰鬥中存活了下來，現在它已經被維修好，繼續為新生分配學院。
自從佛地魔被擊敗之後，這19年之中，哈利的傷疤再也沒發痛過了，一切都天下太平。

### 補充
其後羅琳補充，哈利、榮恩和妙麗三人皆在魔法部工作。哈利是正氣師總部部長，榮恩同樣也在正氣師總部，而妙麗是在擔任副局長並在2019年成為魔法部部長。之前他們雖然一直不滿魔法部，但他們所加入的魔法部早已今非昔比，因為他們革新了魔法部，令它成為「一個非常好的地方」，「他們開創了新天地」（而魔法部部長則是由金利·俠鉤帽擔任，直到2019年後由妙麗接任）。至於古怪的露娜·羅古德，羅琳表示：「我想她現在正四處遊歷，嘗試找尋瘋狂的生物。」羅琳認為，「思想開放的她很有可能真的發現一些前所未見的東西」。至於霍格華茲則換了新校長及黑魔法防禦術教授。羅琳沒有交代哈利、榮恩和妙麗是否重返霍格華茲完成七年級的學業，但她說哈利不時會回霍格華茲講授黑魔法防禦術。

## 發售前事件

### 网上洩密
在此书发售前一周，一系列可能是书中的内容被泄漏。2007年7月16日，在正式的计划发售时间之前，美国版全759页的内容被拍成一组照片公布于网上。有消息称这次泄漏来自于GameFAQs message boards， 然後透過點對點軟件散播到其他網站。這次事件引起美國發行商Scholastic關注，並發出了法庭傳票要求找出洩密的來源。在本書正式發售後,亦證實了被泄漏的内容幾乎為完全正確的。 這意味著此次事件為哈利波特系列發售多年以來最嚴重的洩密事件。在此之前，作者J·K·羅琳和她的代表律師也證實了泄漏的内容的真確性，並呼籲讀者盡量不要在2007年7月21日正式發售前再披露其他有關本書的資料。 而在英國太陽報和美國紐約時報在2007年7月18日刊登的書評中，部分洩密内容已被證實，在發行前一日更證實了主要洩密内容為完全正確。

### 意外地提早發售
美國马里兰州的一名讀者在DeepDiscount.com訂了該書，並在正式發行前四天收到。事件惹來Scholastic的不滿。剛開始時Scholastic同意這只是「人為錯誤」並說不會追究。唯事過數天，Scholastic公佈約有萬分之一的美國訂單提前意外寄出，即約一千二百本書，將會追究DeepDiscount.com及其分銷商利偉家庭娛樂(Levy Home Entertainment)的法律責任。其後Scholastic在芝加哥提出控狀，指DeepDiscount「對於這本萬眾期盼的小說發行計劃，明目張膽地違反其有關協定」。
該書的一些早期版本很快出現在了eBay網中，其中一本以250美元的高價出售給了Publisher Weekly，而它的原價只有18美元。

### 書商間的減價戰
正当所有哈利波特迷期待新书于2007年7月21日全球发售，在马来西亚就发生了书价纠纷。马来西亚四家大型连锁书局（大将书局、大众书局、Times 和 Harris）决定从书架上撤除《哈利波特－死神的聖物》以抗议特易購与家樂福低价出售此书的做法。这本书在马来西亚的零售价是109.90令吉，而特易購与家樂福则以69.90令吉出售此书。四家书局的此项行动是要对发行商Penguin Books施加压力以便发行商从这些霸级市场撤除这些书本。
在英國，超市Asda發布該書零售價為17.99英鎊。因價格昂貴及Asda沒繳費給出版社，所以該出版社恐嚇Asda，要求收回Asda經銷的書籍。Asda道歉并依法繳費，該書的供應量恢復正常。
Asda以及其他一些英国超市在预售时宣布折价销售，正是发售前一天更是再次大幅削价，最后此书的售价仅为5.00英镑（按发售时汇价约合10.28美元），低于此书的标价。此书销售时给超市带来很大亏损，然而一些超市却樂意賣至3英鎊低价，目的是吸引更多客人光顧。一些超市要求最低消費達到一定數額才能享有此項優惠，而Asda甚至連這種限制都沒有。英國書商紛紛聲言這種情況下根本無望與超市抗衡。獨立的書店抗議聲最甚，不過水石书店作爲英國最大的連鎖書店也難於與超市競爭低價。一些小書店甚至轉而從超市進貨，而非分銷商。Philip Wicks，英國書商協會（UK Booksellers Association）發言人表示：“這場戰爭我們甚至都無力參與。超市竟然把這本書像一個罐頭一樣當作削價商品，真是我們的奇恥大辱。”Simba Information的分析家Michael Norris更是說：“這不僅僅是在貶低書的價值，更是在貶低閲讀的價值。”
在其他地區，減價促銷也是各地書商常見的做法。例如在香港，有書商以低至155港元於香港書展促銷書本，而多家超市亦減價促銷本書。在台灣的便利商店，甚至還出現第七集上下兩本一起合賣新台幣399元的情況。

## 第七本之后
- 霍格華茲魔法與巫術學院之後没有大學；哈利波特系列没有第八本。

问：你想过关于哈利从学校毕业之后的事情么？有没有巫术大学？ 
答：没有大学。目前，我只计划写七本哈利波特系列小说，我不想说“永不多写”，但是我的确没有写第八本的计划。
不過，後來羅琳接受訪談時表示，她有可能寫續集，但主人翁絕對不是哈利波特。
- 罗琳暗示她可能写一些关于哈利波特的魔法世界百科全书。
- 當問到類似於《穿越歷史的魁地奇》和《神奇動物在哪裡》的其他書時。羅琳說：她會考慮寫一些這樣的書，並且可能會為公益事業寫這些書。
- 罗琳不会允许其他作者写哈利波特的魔法世界的小说。
- 新一集為舞台劇：《哈利波特：被詛咒的孩子》(Harry Potter and the Cursed Child)，本劇於2016年6月7日在英國皇宮劇院預演，並於同年7月30日在正式演出。其未被改編成小說的原著劇本於2016年11月18日釋出

## 中文版本

### 簡體版本
《哈利·波特》的簡體版本，一直是由人民文學出版社所發行；翻譯者為馬愛新、馬愛農。在2007年8月28日時全書已經翻譯完成，并在10月28日發行，書名最終被確定為《哈利·波特与死亡圣器》。

### 正體版本
《哈利波特》系列書籍正體版本，由皇冠出版社所發行。在2007年8月29日，皇冠出版社正式宣佈哈利波特的最後一集書名為《死神的聖物》，並在同日18時27分起預售；本書已於2007年10月20日發行，翻譯者仍然為皇冠出版社所組成的皇冠編譯部主持。
本書正體版本分成上下集兩部份，此為《哈利波特》系列書籍正體版中第二部需要分成上下兩本的小說；另一部為。

## 電影
美國華納兄弟電影公司於2008年3月13日正式宣佈第七集小說改編拍成的電影將分成兩部份上映，此書成為唯一一本被改編拍成兩套電影的小說。這兩套電影將會成為哈利波特電影系列中第七及第八部電影，亦是該系列的最後兩部。導演繼續由拍攝第五、六集的導演—大衛·葉斯執導。《哈利波特－死神的聖物1》已於2010年11月19日上映，而《哈利波特－死神的聖物2》已於2011年7月14日上映。

## 发行版本
- 正體中文版本：皇冠文化出版有限公司
  1. 全套（平裝本）：ISBN 978-957-33-2357-0
  2. 精裝本：ISBN 978-957-33-2361-7
- 簡體中文版本：人民文學出版社
  1. 平裝本：ISBN 978-7-02-006365-9
- 英國：Bloomsbury
  1. 兒童版（精裝本）：ISBN 978-0-7475-9105-4
  2. 成人版（精裝本）：ISBN 978-0-7475-9106-1
  3. 特别版（精裝本）：ISBN 978-0-7475-9107-8
- 美國：Scholastic
  1. 美國版（精裝本）：ISBN 978-0-5450-1022-1
  2. 豪华版（精裝本）：ISBN 978-0-5450-2937-7
  3. 大字版（精装本）：ISBN 978-0-7862-9665-1
  4. 盲人點字版（平装本）：ISBN 978-0-7475-9105-4

### 外部連結
1. dumbledore is not dead.com（页面存档备份，存于）
2. Harry Potter Lexicon's page on book seven（页面存档备份，存于）
3. Confirmation that the prophecy refers to Harry
4. Interview
5. Mugglenet analysis of book seven
6. Harry Potter Fan Zone's book seven section（页面存档备份，存于）

### 新聞連結
1. 香港明報（Yahoo!香港新聞）：哈利傳奇今畫句號
2. 香港星島日報（Yahoo!香港新聞）：《哈利》結局篇掀減價戰
3. 香港明報（Yahoo!香港新聞）：羅琳揭哈7新結局 透露曾想「殺死」哈利[永久]

## 外部連結
- Harry Potter at Bloomsbury.com web site（页面存档备份，存于） UK publisher book information
- Harry Potter at Scholastic.com web site（页面存档备份，存于） U.S. publisher book information
- Harry Potter at Allen & Unwin web site Australia-New Zealand publisher book information